# UFC Fight Night: Blaydes vs. Aspinall
UFC Fight Night: Blaydes vs. Aspinall (también conocido como UFC Fight Night 208 y UFC on ESPN+ 66) fue un evento de artes marciales mixtas producido por Ultimate Fighting Championship que tuvo lugar el 23 de julio de 2022 en el The O2 Arena en Londres, Inglaterra.

## Antecedentes
El combate de peso pesado entre Curtis Blaydes y Tom Aspinall encabezó el evento.
El combate entre el ex retador del Campeonato de Peso Wélter de la UFC Darren Till y Jack Hermansson se esperaba originalmente para encabezar UFC on ESPN: Hermansson vs. Vettori en diciembre de 2020, pero el combate de peso medio fue descartado después de que Till se lesionara. Entonces se esperaba que se enfrentaran en este evento. A su vez, Till se retiró de nuevo por lesión el 6 de julio y fue sustituido por Chris Curtis.

## Premios de bonificación
Los siguientes luchadores recibieron bonificaciones de $50000 dólares.
- Pelea de la Noche: No se concedió ninguna bonificación.
- Actuación de la Noche: Paddy Pimblett, Nikita Krylov, Molly McCann y Jonathan Pearce